# Tempeliersstraat

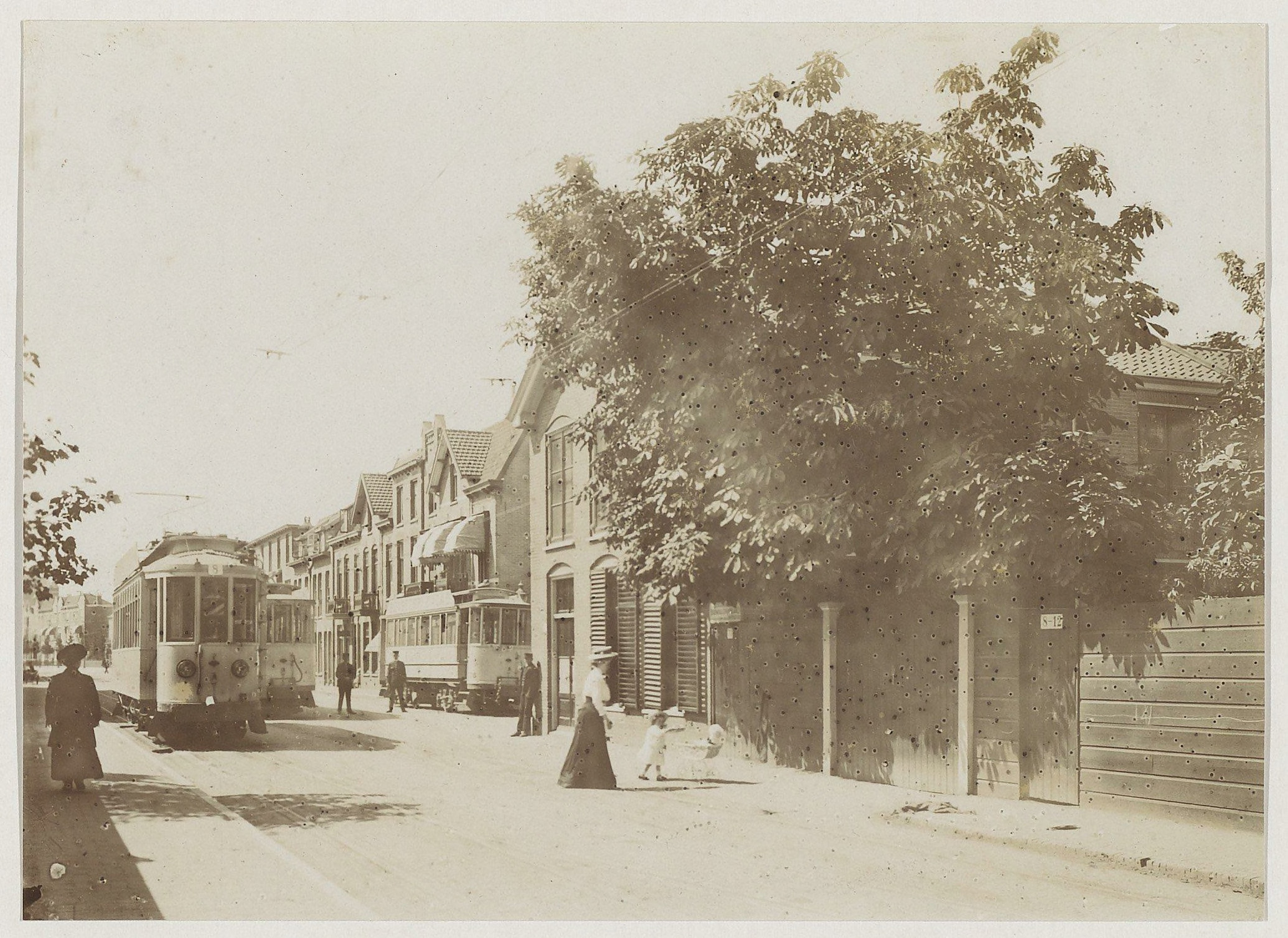
Tempeliersstraat in 1910 gezien vanaf Houtplein met ESM tram

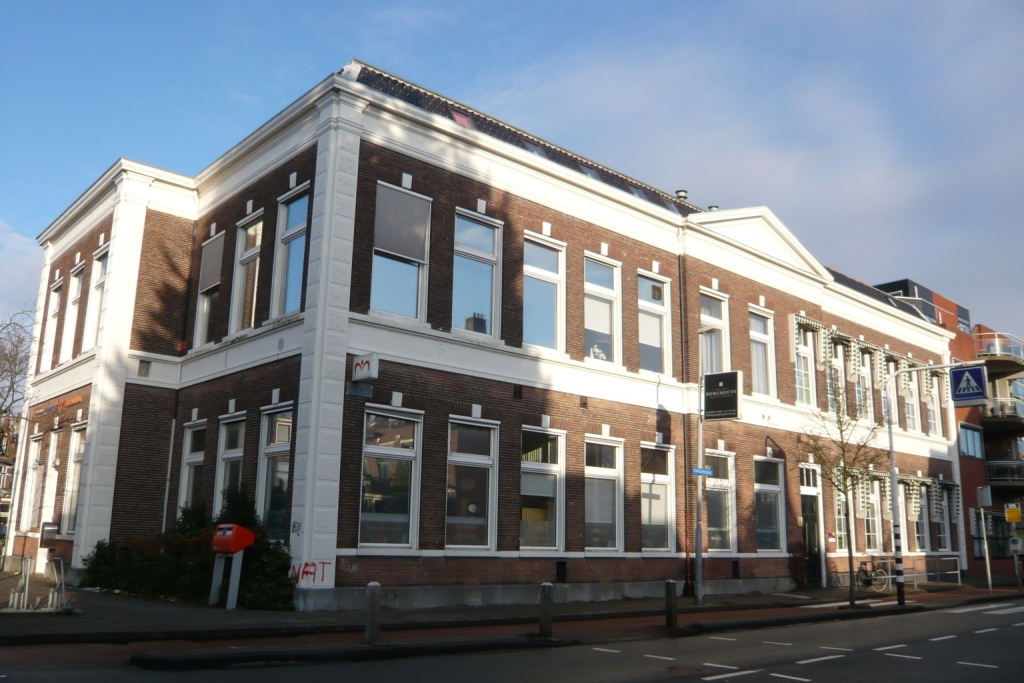
Tempelierstraat 1, voormalige Middelbare Meisjes School

De Tempeliersstraat in Haarlem is een eenrichtingsstraat voor autoverkeer ten zuiden van het centrum. In 2023 is de straat volledig opnieuw ingericht. In het oosten komt de straat uit op het Houtplein en in het westen op de Koninginneweg. De oorspronkelijke bebouwing dateert uit het einde van de 19e en het begin van de 20e eeuw.

## Vernoeming
De straat is vernoemd naar de Orde der Tempeliers of Tempelorde (Orde van de Arme Ridders van Christus en de Tempel van Salomo, Latijn: Pauperes commilitones Christi Templique Solomonici), een katholieke monnikenorde die ten tijde van de kruistochten ten strijde trok tegen de moslims in Palestina.

## Functie
De straat was in het verleden een belangrijk overstappunt voor het openbaar vervoer. Nu zijn de bushaltes verplaatst naar het Houtplein en is er veel ruimte ontstaan voor voetgangers en fietsers. Van 1899 tot 1904 vertrok de elektrische ENET-tramlijn naar Zandvoort vanuit deze straat. Van 1904 tot 1 september 1957 reed de tramlijn Amsterdam - Zandvoort van de ESM, later de NZH, door de Tempeliersstraat. Het viersporige emplacement nam vrijwel de gehele breedte in beslag (en met een vierwagentrein ook een groot deel van de lengte). Van deze tramlijn is nog steeds een aantal muurrozetten aan de gevels aanwezig. De NZH had hier een halte- en rayonkantoor gevestigd, dat tot in de jaren 1970 gehandhaafd bleef. Sinds september 2023 stoppen de bussen niet meer in de straat maar op het aangrenzende vernieuwde Houtplein.

## Nijverheid
Diverse landelijke dagbladen hadden er een kleine vestiging, zodat de Tempeliersstraat weleens spottend de Fleet Street van Haarlem werd genoemd. Er was ook het zalencomplex van de Haarlemse Kegel Bond. Nu bestaat de straat voornamelijk uit woningen en een winkel en restaurants. De fietsenstalling verwijst met zijn naam nog duidelijk naar de opgeheven Blauwe Tram. Aan het westelijke deel van de Tempeliersstraat, tussen Van Eedenstraat en Koninginneweg, bevindt zich alleen woonbebouwing.